# علي أباد (بيدك)
علي أباد (بالفارسية: علی‌آباد) هي قرية تقع في إيران في الناحية المركزية, قسم بيدك الريفي (مقاطعة آبادة). يقدر عدد سكانها بـ 148 نسمة .